# Kriegsregierung Churchill

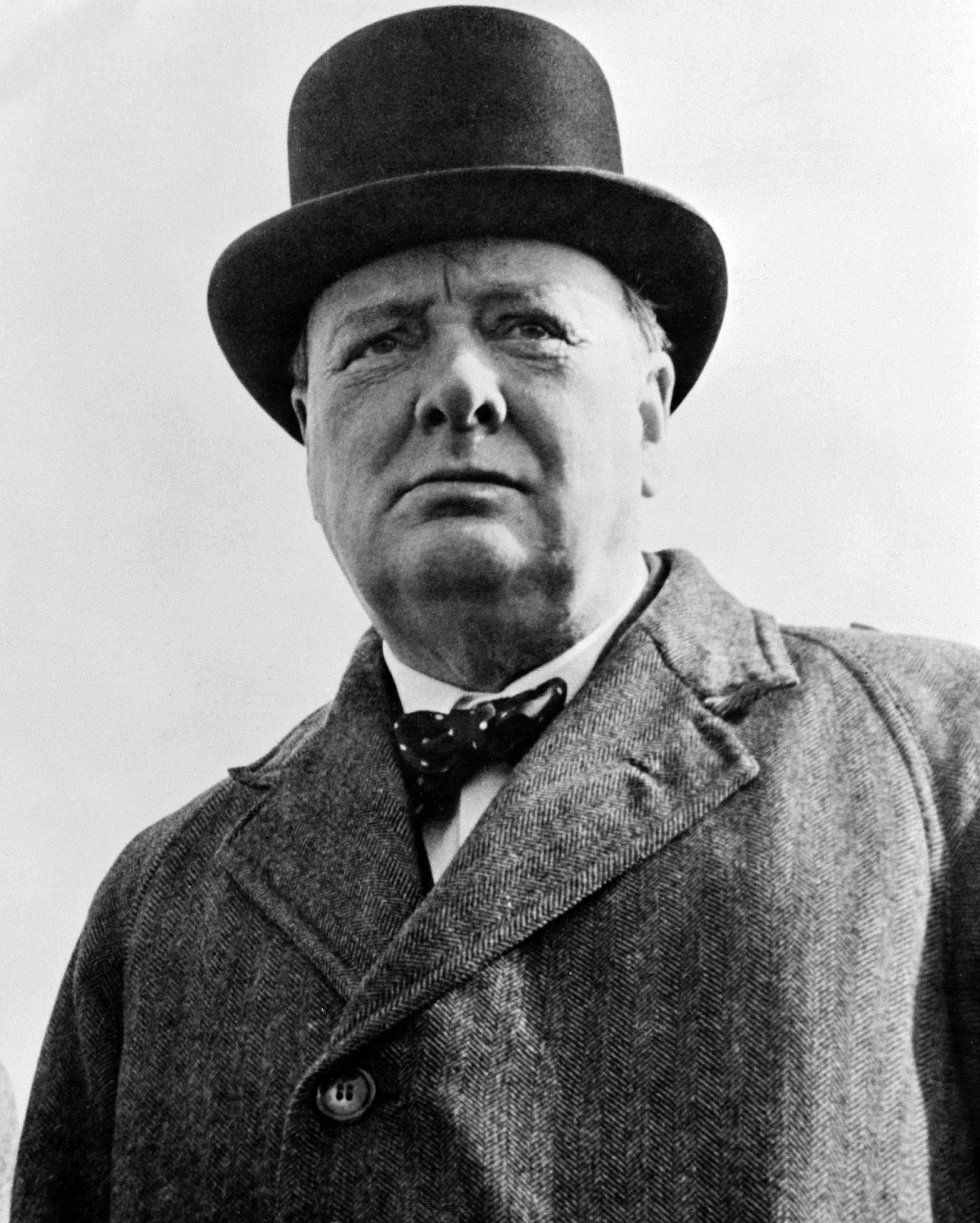
Winston Churchill, 1942

Die Kriegsregierung Churchill (englisch Churchill war ministry) unter Führung des konservativen Premierministers Winston Churchill regierte das Vereinigte Königreich in der Zeit des Zweiten Weltkrieges vom 10. Mai 1940 bis zum 23. Mai 1945.
Sie wurde nach dem Rücktritt des vorherigen Premierministers Neville Chamberlain infolge der Norwegendebatte gebildet und umfasste alle im Parlament vertretenen Fraktionen. Die Regierung wurde infolge der Beendigung der Koalition durch die zweitgrößte Partei, die Labour Party, mit dem Rücktritt Churchills aufgelöst. Churchill bildete umgehend eine neue Übergangsregierung, die das Land bis zur Bekanntgabe des Endergebnisses der von Churchill angesetzten Unterhauswahlen 1945 am 26. Juli regierte, in denen Labour den Sieg davontrug.

## Vorgeschichte und Regierungsbildung
Der ab 1937 unter Neville Chamberlain regierenden vierten Nationalen Regierung war am Tage des Eintritts des Vereinigten Königreichs in den Zweiten Weltkrieg die überwiegend konservative Kriegsregierung Chamberlain gefolgt, in der Churchill erstmals ab 1929 wieder ein Amt (das des Marineministers) übernommen hatte. Im Mai 1940 kam es infolge der Entscheidung der Regierung Chamberlain zum Abzug der Truppen aus Norwegen, das zuvor im Unternehmen Weserübung vom Deutschen Reich angegriffen worden war und Unterstützung von den Alliierten erhalten hatte, zur Norwegendebatte im britischen Unterhaus, in der die Regierung und insbesondere Chamberlain eine klare Schlappe erlitt. Es wurde deutlich, dass für Chamberlain kaum Chancen bestanden, das Land erfolgreich durch die Prüfung eines großen Krieges zu führen. Von den Nachfolgekandidaten, hauptsächlich Churchill und Außenminister Lord Halifax, hatte Churchill von Anfang an die besseren Aussichten, die bisherigen Oppositionsparteien (Labour und die Liberal Party) in eine Regierung einzubinden. Dagegen bestanden von den innerhalb der Konservativen Partei noch immer dominierenden Chamberlain-Anhängern – der „ehrbaren Strömung“ – Vorbehalte gegen Churchill und dessen nächste Unterstützer, die als „Glamour Boys“ verschrien waren. Halifax ließ in Anbetracht der Diskreditierung der bis 1939 vorherrschenden Appeasement-Politiker, zu denen er selbst gehört hatte, Churchill den Vortritt bei der Regierungsbildung.
Die Regierungsbildung fiel auf den Tag des deutschen Überfalls auf die Niederlande, Belgien und Luxemburg, dem Beginn des Westfeldzugs. Chamberlains Versuche, seine Regierung durch Einbeziehung von Labour zu verbreitern, scheiterten an diesem Morgen endgültig an der Weigerung Clement Attlees, deren Parteiführer. Chamberlain fuhr, obwohl er Bedenken  hatte, zu einem solchen Zeitpunkt die Regierung umzubilden, in den Buckingham Palace, um den König zu bitten, ihn zu entlassen und um Churchill als seinen Nachfolger vorzuschlagen. Um 21 Uhr strahlte die BBC Chamberlains Rücktrittsrede aus, um 3 Uhr des Folgetages ging Churchill zu Bett, nachdem er sein inneres Kriegskabinett und die wichtigsten Minister der neuen Regierung benannt hatte.
Obwohl eigentlich nicht notwendig, da der König die Regierung ernennt, sprach das Unterhaus der neuen Regierung am 13. Mai 1940 einstimmig das Vertrauen aus. Im Januar 1942 bat Churchill erneut um das Vertrauen des Hauses, welches dieses auch mit nur einer Gegenstimme aussprach.

## Kriegskabinett
Wie sein Vorgänger bildete Churchill ein verkleinertes Kriegskabinett, das die wichtigsten Entscheidungen traf. Diesem gehörten neben Churchill, der neben dem Amt des Premierministers das des Verteidigungsministers übernahm, ursprünglich folgende Minister an:
- Neville Chamberlain (Lord President of the Council)
- Clement Attlee (Lordsiegelbewahrer)
- Edward Wood, 1. Viscount Halifax (Außenminister)
- Arthur Greenwood (Minister ohne Geschäftsbereich)

Die Zusammensetzung des Kriegskabinetts unterlag in den folgenden fünf Jahren größeren Änderungen, die deshalb hier zusammengefasst werden:
| Name                | Partei | Partei       | Regierungsämter                                                                                  | Zeit im Kriegskabinett                                                             |
| ------------------- | ------ | ------------ | ------------------------------------------------------------------------------------------------ | ---------------------------------------------------------------------------------- |
| Winston Churchill   |        | Conservative | Premierminister First Lord of the Treasury Minister of Defence                                   | Mai 1940 bis Mai 1945                                                              |
| Clement Attlee      |        | Labour       | Lordsiegelbewahrer Deputy Prime Minister Lord President of the Council                           | Mai 1940 bis Februar 1942 Februar 1942 bis Mai 1945 September 1943 bis Mai 1945    |
| Neville Chamberlain |        | Conservative | Lord President of the Council                                                                    | Mai bis Oktober 1940                                                               |
| Lord Halifax        |        | Conservative | Außenminister                                                                                    | Mai bis Dezember 1940                                                              |
| Arthur Greenwood    |        | Labour       | Minister ohne Geschäftsbereich                                                                   | Mai 1940 bis Februar 1942                                                          |
| Lord Beaverbrook    |        | Conservative | Minister für Flugzeugproduktion Staatsminister Versorgungsminister Minister für Kriegsproduktion | August 1940 bis Mai 1941 Mai bis Juni 1941 Juni 1941 bis Februar 1942 Februar 1942 |
| Sir John Anderson   |        | National     | Lord President of the Council Schatzkanzler                                                      | Oktober 1940 bis September 1943 September 1943 bis Mai 1945                        |
| Ernest Bevin        |        | Labour       | Minister für Arbeit und Kriegsdienst                                                             | Oktober 1940 bis Mai 1945                                                          |
| Anthony Eden        |        | Conservative | Außenminister                                                                                    | Dezember 1940 bis Mai 1945                                                         |
| Oliver Lyttelton    |        | Conservative | Minister-Resident für den Nahen Osten Minister für Kriegsproduktion                              | Februar bis März 1942 März 1942 bis Mai 1945                                       |
| Stafford Cripps     |        | Labour       | Lordsiegelbewahrer                                                                               | Februar bis Oktober 1942                                                           |
| Richard Casey       |        | National     | Minister-Resident für den Nahen Osten                                                            | März 1942 bis Januar 1944                                                          |
| Herbert Morrison    |        | Labour       | Innenminister                                                                                    | Oktober 1942 bis Mai 1945                                                          |
| Lord Woolton        |        | Conservative | Minister für Wiederaufbau                                                                        | November 1943 bis Mai 1945                                                         |
| Lord Moyne          |        | Conservative | Minister-Resident für den Nahen Osten                                                            | Januar bis November 1944                                                           |

1. ↑  aufgrund einer Erkrankung zurückgetreten, am 9. November 1940 verstorben
2. ↑  wurde Botschafter in den USA
3. ↑  wurde Oppositionsführer im Unterhaus
4. 1 2  schied aus dem Kriegskabinett aus
5. ↑  wurde Gouverneur von Bengalen
6. ↑  wurde bei einem Attentat in Kairo getötet

## Liste der Amtsträger

### Liste der Kabinettsminister und sonstige hochrangige Mitglieder
| Zugehörigkeit |                      | Konservative |
| Zugehörigkeit | Labour               |              |
| Zugehörigkeit | Nationalliberale     |              |
| Zugehörigkeit | Liberale             |              |
| Zugehörigkeit | National Labour      |              |
| Zugehörigkeit | National Unabhängige |              |

| Amt                                                               | Bild | Person                                     | Partei | Partei                              | Amtszeit           | Amtszeit           |
| ----------------------------------------------------------------- | ---- | ------------------------------------------ | ------ | ----------------------------------- | ------------------ | ------------------ |
| Premierminister Erster Lord des Schatzamtes Verteidigungsminister |      | Winston Churchill                          |        | Conservative Party                  | 10. Mai 1940       | 23. Mai 1945       |
| Stellvertretender Premierminister                                 |      | Clement Attlee                             |        | Labour Party                        | 14. Februar 1942   | 23. Mai 1945       |
| Lordkanzler                                                       |      | John Simon, 1. Viscount Simon              |        | Liberal National Party              | 11. Mai 1940       | 23. Mai 1945       |
| Lord President of the Council                                     |      | Neville Chamberlain                        |        | Conservative Party                  | 10. Mai 1940       | 3. Oktober 1940    |
| Lord President of the Council                                     |      | John Anderson                              |        | National                            | 3. Oktober 1940    | 24. September 1943 |
| Lord President of the Council                                     |      | Clement Attlee                             |        | Labour Party                        | 24. September 1943 | 23. Mai 1945       |
| Lordsiegelbewahrer                                                |      | Clement Attlee                             |        | Labour Party                        | 10. Mai 1940       | 19. Februar 1942   |
| Lordsiegelbewahrer                                                |      | Stafford Cripps                            |        | Labour Party                        | 19. Februar 1942   | 22. November 1942  |
| Lordsiegelbewahrer                                                |      | Robert Gascoyne-Cecil, Viscount Cranborne  |        | Conservative Party                  | 22. November 1942  | 24. September 1943 |
| Lordsiegelbewahrer                                                |      | Max Aitken, 1. Baron Beaverbrook           |        | Conservative Party                  | 24. September 1943 | 23. Mai 1945       |
| Schatzkanzler Zweiter Lord des Schatzamtes                        |      | Kingsley Wood                              |        | Conservative Party                  | 11. Mai 1940       | 21. September 1943 |
| Schatzkanzler Zweiter Lord des Schatzamtes                        |      | John Anderson                              |        | National                            | 24. September 1943 | 23. Mai 1945       |
| Außenminister                                                     |      | Edward Wood, 1. Viscount Halifax           |        | Conservative Party                  | 10. Mai 1940       | 22. Dezember 1940  |
| Außenminister                                                     |      | Anthony Eden                               |        | Conservative Party                  | 22. Dezember 1940  | 23. Mai 1945       |
| Innenminister Minister für Heimatschutz                           |      | John Anderson                              |        | National                            | 11. Mai 1940       | 2. Oktober 1940    |
| Innenminister Minister für Heimatschutz                           |      | Herbert Morrison                           |        | Labour Party                        | 2. Oktober 1940    | 23. Mai 1945       |
| Luftfahrtminister                                                 |      | Archibald Sinclair                         |        | Liberal Party                       | 11. Mai 1940       | 23. Mai 1945       |
| Erster Lord der Admiralität                                       |      | Albert Alexander                           |        | Co-operative Party (Labour Co-op)   | 11. Mai 1940       | 23. Mai 1945       |
| Minister für Landwirtschaft und Fischerei                         |      | Robert Hudson                              |        | Conservative Party                  | 15. Mai 1940       | 23. Mai 1945       |
| Minister für Flugzeugproduktion                                   |      | Max Aitken, 1. Baron Beaverbrook           |        | Conservative Party                  | 1. August 1940     | 1. Mai 1941        |
| Minister für Flugzeugproduktion                                   |      | John Moore-Brabazon                        |        | Conservative Party                  | 1. Mai 1941        | 22. Februar 1942   |
| Minister für Flugzeugproduktion                                   |      | John Llewellin                             |        | Conservative Party                  | 22. Februar 1942   | 22. November 1942  |
| Minister für Flugzeugproduktion                                   |      | Stafford Cripps                            |        | Labour Party                        | 22. November 1942  | 23. Mai 1945       |
| Minister für zivile Luftfahrt                                     |      | Philip Cunliffe-Lister, 1. Earl of Swinton |        | Conservative Party                  | 8. Oktober 1944    | 23. Mai 1945       |
| Minister für die Kolonien                                         |      | George Lloyd, 1. Baron Lloyd               |        | Conservative Party                  | 12. Mai 1940       | 4. Februar 1941    |
| Minister für die Kolonien                                         |      | Walter Guinness, 1. Baron Moyne            |        | Conservative Party                  | 8. Februar 1941    | 22. Februar 1942   |
| Minister für die Kolonien                                         |      | Robert Gascoyne-Cecil, Viscount Cranborne  |        | Conservative Party                  | 22. Februar 1942   | 22. November 1942  |
| Minister für die Kolonien                                         |      | Oliver Stanley                             |        | Conservative Party                  | 22. November 1942  | 23. Mai 1945       |
| Minister für die Dominien                                         |      | Thomas Inskip, 1. Viscount Caldecote       |        | Conservative Party                  | 11. Mai 1940       | 3. Oktober 1940    |
| Minister für die Dominien                                         |      | Robert Gascoyne-Cecil, Viscount Cranborne  |        | Conservative Party                  | 3. Oktober 1940    | 19. Februar 1942   |
| Minister für die Dominien                                         |      | Clement Attlee                             |        | Labour Party                        | 19. Februar 1942   | 24. September 1943 |
| Minister für die Dominien                                         |      | Robert Gascoyne-Cecil, Viscount Cranborne  |        | Conservative Party                  | 24. September 1943 | 23. Mai 1945       |
| Minister für ökonomische Kriegsführung                            |      | Hugh Dalton                                |        | Labour Party                        | 15. Mai 1940       | 22. Februar 1942   |
| Minister für ökonomische Kriegsführung                            |      | Roundell Palmer, Viscount Wolmer           |        | Conservative Party                  | 22. Februar 1942   | 23. Mai 1945       |
| Bildungsminister Präsident des Board of Education                 |      | Herwald Ramsbotham                         |        | Conservative Party                  | 11. Mai 1940       | 20. Juli 1941      |
| Bildungsminister Präsident des Board of Education                 |      | Rab Butler                                 |        | Conservative Party                  | 20. Juli 1941      | 23. Mai 1945       |
| Ernährungsminister                                                |      | Frederick Marquis, 1. Earl of Woolton      |        | Conservative Party                  | 11. Mai 1940       | 11. November 1943  |
| Ernährungsminister                                                |      | John Llewellin                             |        | Conservative Party                  | 11. November 1943  | 23. Mai 1945       |
| Energieminister                                                   |      | Gwilym Lloyd George                        |        | Liberal Party                       | 3. Juni 1942       | 23. Mai 1945       |
| Gesundheitsminister                                               |      | Malcolm MacDonald                          |        | National Labour                     | 11. Mai 1940       | 8. Februar 1941    |
| Gesundheitsminister                                               |      | Ernest Brown                               |        | Liberal National Party              | 8. Februar 1941    | 11. November 1943  |
| Gesundheitsminister                                               |      | Henry Willink                              |        | Conservative Party                  | 11. November 1943  | 23. Mai 1945       |
| Minister für India and Burma                                      |      | Leopold Amery                              |        | Conservative Party                  | 15. Mai 1940       | 23. Mai 1945       |
| Informationsminister                                              |      | Duff Cooper                                |        | Conservative Party                  | 12. Mai 1940       | 20. Juli 1941      |
| Informationsminister                                              |      | Brendan Bracken                            |        | Conservative Party                  | 20. Juli 1941      | 23. Mai 1945       |
| Arbeitsminister                                                   |      | Ernest Bevin                               |        | Labour Party                        | 13. Mai 1940       | 23. Mai 1945       |
| Chancellor of the Duchy of Lancaster                              |      | Maurice Hankey, 1. Baron Hankey            |        | National                            | 11. Mai 1940       | 20. Juli 1941      |
| Chancellor of the Duchy of Lancaster                              |      | Duff Cooper                                |        | Conservative Party                  | 20. Juli 1941      | 11. November 1943  |
| Chancellor of the Duchy of Lancaster                              |      | Ernest Brown                               |        | Liberal National Party              | 11. November 1943  | 23. Mai 1945       |
| Minister-Resident für Nordwestafrika                              |      | Harold Macmillan                           |        | Conservative Party                  | 30. Dezember 1942  | 23. Mai 1945       |
| Minister-Resident für den Nahen Osten                             |      | Oliver Lyttelton                           |        | Conservative Party                  | 19. Februar 1942   | 19. März 1942      |
| Minister-Resident für den Nahen Osten                             |      | Richard Casey                              |        | National                            | 19. März 1942      | 28. Januar 1944    |
| Minister-Resident für den Nahen Osten                             |      | Walter Guinness, 1. Baron Moyne            |        | Conservative Party                  | 28. Januar 1944    | 6. November 1944   |
| Minister-Resident für den Nahen Osten                             |      | Edward Grigg                               |        | Conservative Party                  | 21. November 1944  | 23. Mai 1945       |
| Deputy Minister of State                                          |      | Walter Guinness, 1. Baron Moyne            |        | Conservative Party                  | 27. August 1942    | 28. Januar 1944    |
| Minister-Resident in Washington                                   |      | John Llewellin                             |        | Conservative Party                  | 22. November 1942  | 11. November 1943  |
| Minister-Resident in Washington                                   |      | Ben Smith                                  |        | Labour Party                        | 11. November 1943  | 23. Mai 1945       |
| Minister-Resident für Westafrika                                  |      | Philip Cunliffe-Lister, 1. Earl of Swinton |        | Conservative Party                  | 8. Juni 1942       | 21. November 1944  |
| Minister-Resident für Westafrika                                  |      | Harold Balfour                             |        | Conservative Party                  | 21. November 1944  | 23. Mai 1945       |
| Minister ohne Geschäftsbereich                                    |      | Arthur Greenwood                           |        | Labour Party                        | 10. Mai 1940       | 22. Februar 1942   |
| Minister ohne Geschäftsbereich                                    |      | William Jowitt                             |        | Labour Party                        | 22. Februar 1942   | 23. Mai 1945       |
| Paymaster General                                                 |      | Robert Gascoyne-Cecil, Viscount Cranborne  |        | Conservative Party                  | 11. Mai 1940       | 3. Oktober 1940    |
| Paymaster General                                                 |      | Maurice Hankey, 1. Baron Hankey            |        | National                            | 20. Juli 1941      | 4. März 1942       |
| Paymaster General                                                 |      | William Jowitt                             |        | Labour Party                        | 4. März 1942       | 30. Dezember 1942  |
| Paymaster General                                                 |      | Frederick Lindemann, 1. Viscount Cherwell  |        | Conservative Party                  | 30. Dezember 1942  | 23. Mai 1945       |
| Rentenminister                                                    |      | Walter Womersley                           |        | Conservative Party                  | 15. Mai 1940       | 23. Mai 1945       |
| Postminister Postmaster General                                   |      | William Morrison                           |        | Conservative Party                  | 11. Mai 1940       | 7. Februar 1943    |
| Postminister Postmaster General                                   |      | Harry Crookshank                           |        | Conservative Party                  | 7. Februar 1943    | 23. Mai 1945       |
| Minister für Wiederaufbau                                         |      | Frederick Marquis, 1. Earl of Woolton      |        | Conservative Party                  | 11. November 1943  | 23. Mai 1945       |
| Schottlandminister                                                |      | Ernest Brown                               |        | Liberal National Party              | 11. Mai 1940       | 8. Februar 1941    |
| Schottlandminister                                                |      | Thomas Johnston                            |        | Labour Party                        | 8. Februar 1941    | 23. Mai 1945       |
| Schifffahrtsminister                                              |      | Ronald Cross                               |        | Conservative Party                  | 14. Mai 1940       | 1. Mai 1941        |
| Minister für Sozialversicherung                                   |      | William Jowitt                             |        | Labour Party                        | 8. Oktober 1944    | 23. Mai 1945       |
| Staatsminister                                                    |      | Max Aitken, 1. Baron Beaverbrook           |        | Conservative Party                  | 1. Mai 1941        | 29. Juni 1941      |
| Staatsminister                                                    |      | Oliver Lyttelton                           |        | Conservative Party                  | 29. Juni 1941      | 12. März 1942      |
| Versorgungsminister                                               |      | Herbert Morrison                           |        | Labour Party                        | 11. Mai 1940       | 3. Oktober 1940    |
| Versorgungsminister                                               |      | Andrew Rae Duncan                          |        | National                            | 3. Oktober 1940    | 29. Juni 1941      |
| Versorgungsminister                                               |      | Max Aitken, 1. Baron Beaverbrook           |        | Conservative Party                  | 29. Juni 1941      | 4. Februar 1942    |
| Versorgungsminister                                               |      | Andrew Rae Duncan                          |        | National                            | 4. Februar 1942    | 23. Mai 1945       |
| Minister für Stadt- und Raumplanung                               |      | William Morrison                           |        | Conservative Party                  | 30. Dezember 1942  | 23. Mai 1945       |
| Minister für Handel und Industrie Präsident des Board of Trade    |      | Andrew Rae Duncan                          |        | National                            | 11. Mai 1940       | 3. Oktober 1940    |
| Minister für Handel und Industrie Präsident des Board of Trade    |      | Oliver Lyttelton                           |        | Conservative Party                  | 3. Oktober 1940    | 29. Juni 1941      |
| Minister für Handel und Industrie Präsident des Board of Trade    |      | Andrew Rae Duncan                          |        | National                            | 29. Juni 1941      | 4. Februar 1942    |
| Minister für Handel und Industrie Präsident des Board of Trade    |      | John Llewellin                             |        | Conservative Party                  | 4. Februar 1942    | 22. Februar 1942   |
| Minister für Handel und Industrie Präsident des Board of Trade    |      | Hugh Dalton                                |        | Labour Party                        | 22. Februar 1942   | 23. Mai 1945       |
| Transportminister                                                 |      | John Reith                                 |        | National                            | 15. Mai 1940       | 3. Oktober 1940    |
| Transportminister                                                 |      | John Moore-Brabazon                        |        | Conservative Party                  | 3. Oktober 1940    | 1. Mai 1941        |
| Transportminister                                                 |      | Frederick Leathers, 1. Viscount Leathers   |        | Conservative Party                  | 1. Mai 1941        | 23. Mai 1945       |
| Minister für Kriegsproduktion                                     |      | Max Aitken, 1. Baron Beaverbrook           |        | Conservative Party                  | 4. Februar 1942    | 19. Februar 1942   |
| Minister für Kriegsproduktion                                     |      | Oliver Lyttelton                           |        | Conservative Party                  | 12. März 1942      | 23. Mai 1945       |
| Kriegsminister                                                    |      | Anthony Eden                               |        | Conservative Party                  | 11. Mai 1940       | 22. Dezember 1940  |
| Kriegsminister                                                    |      | David Margesson                            |        | Conservative Party                  | 22. Dezember 1940  | 22. Februar 1942   |
| Kriegsminister                                                    |      | Percy James Grigg                          |        | National                            | 22. Februar 1942   | 23. Mai 1945       |
| Minister für Bauten und öffentliche Arbeiten                      |      | George Tryon, 1. Baron Tryon               |        | Conservative Party                  | 15. Mai 1940       | 3. Oktober 1940    |
| Minister für Bauten und öffentliche Arbeiten                      |      | John Reith                                 |        | National                            | 3. Oktober 1940    | 22. Februar 1942   |
| Minister für Bauten und öffentliche Arbeiten                      |      | Wyndham Portal, 1. Viscount Portal         |        | Conservative Party                  | 22. Februar 1942   | 21. November 1944  |
| Minister für Bauten und öffentliche Arbeiten                      |      | Duncan Sandys                              |        | Conservative Party                  | 21. November 1944  | 23. Mai 1945       |
| Attorney General for England and Wales                            |      | Donald Somervell                           |        | Conservative Party                  | 15. Mai 1940       | 23. Mai 1945       |
| Solicitor General for England and Wales                           |      | William Jowitt                             |        | Labour Party                        | 15. Mai 1940       | 4. März 1942       |
| Solicitor General for England and Wales                           |      | David Maxwell Fyfe                         |        | Conservative Party                  | 4. März 1942       | 23. Mai 1945       |
| Lord Advocate                                                     |      | Thomas Cooper                              |        | Unionist Party (Conservative Party) | 15. Mai 1940       | 5. Juni 1941       |
| Lord Advocate                                                     |      | James Reid                                 |        | Unionist Party (Conservative Party) | 5. Juni 1941       | 23. Mai 1945       |
| Solicitor General for Scotland                                    |      | James Reid                                 |        | Unionist Party (Conservative Party) | 15. Mai 1940       | 5. Juni 1941       |
| Solicitor General for Scotland                                    |      | David King Murray                          |        | Unionist Party (Conservative Party) | 5. Juni 1941       | 23. Mai 1945       |
| Parlamentarischer Staatssekretär der Treasury Chief Whip          |      | David Margesson                            |        | Conservative Party                  | 17. Mai 1940       | 22. Dezember 1940  |
| Parlamentarischer Staatssekretär der Treasury Chief Whip          |      | Charles Edwards                            |        | Labour Party                        | 17. Mai 1940       | 12. März 1942      |
| Parlamentarischer Staatssekretär der Treasury Chief Whip          |      | James Stuart                               |        | Unionist Party (Conservative Party) | 14. Januar 1941    | 23. Mai 1945       |
| Parlamentarischer Staatssekretär der Treasury Chief Whip          |      | William Whiteley                           |        | Labour Party                        | 12. März 1942      | 23. Mai 1945       |

### Finanzstaatssekretäre und Parlamentarische Staatssekretäre
| Amt                                                                           | Name                                         | Partei | Partei           | Amtszeit           | Amtszeit           |
| ----------------------------------------------------------------------------- | -------------------------------------------- | ------ | ---------------- | ------------------ | ------------------ |
| Finanzstaatssekretär der Treasury                                             | Harry Crookshank                             |        | Conservative     | 15. Mai 1940       | 7. Februar 1943    |
| Finanzstaatssekretär der Treasury                                             | Ralph Assheton                               |        | Conservative     | 7. Februar 1943    | 29. Oktober 1944   |
| Finanzstaatssekretär der Treasury                                             | Osbert Peake                                 |        | Conservative     | 29. Oktober 1944   | 23. Mai 1945       |
| Lords of the Treasury                                                         | Stephen Furness                              |        | Liberal National | 12. Mai 1940       | 18. Mai 1940       |
| Lords of the Treasury                                                         | James Stuart                                 |        | Conservative     | 12. Mai 1940       | 14. Januar 1941    |
| Lords of the Treasury                                                         | Patrick Munro                                |        | Conservative     | 12. Mai 1940       | 13. März 1942      |
| Lords of the Treasury                                                         | Patrick Buchan-Hepburn                       |        | Conservative     | 12. Mai 1940       | 26. Juni 1940      |
| Lords of the Treasury                                                         | William Boulton                              |        | Conservative     | 12. Mai 1940       | 13. März 1942      |
| Lords of the Treasury                                                         | Wilfred Paling                               |        | Labour           | 18. Mai 1940       | 8. Februar 1941    |
| Lords of the Treasury                                                         | James Thomas                                 |        | Conservative     | 26. Juni 1940      | 25. September 1943 |
| Lords of the Treasury                                                         | Thomas Dugdale                               |        | Conservative     | 8. Februar 1941    | 23. Februar 1942   |
| Lords of the Treasury                                                         | William Murdoch Adamson                      |        | Labour           | 1. März 1941       | 2. Oktober 1944    |
| Lords of the Treasury                                                         | Arthur Young                                 |        | Conservative     | 23. Februar 1942   | 3. Juli 1944       |
| Lords of the Treasury                                                         | John McEwen                                  |        | Conservative     | 13. März 1942      | 6. Dezember 1944   |
| Lords of the Treasury                                                         | Leslie Pym                                   |        | Conservative     | 13. März 1942      | 23. Mai 1945       |
| Lords of the Treasury                                                         | Alec Beechman                                |        | Liberal National | 25. September 1943 | 23. Mai 1945       |
| Lords of the Treasury                                                         | Cedric Drewe                                 |        | Conservative     | 3. Juli 1944       | 23. Mai 1945       |
| Lords of the Treasury                                                         | William John                                 |        | Labour           | 2. Oktober 1944    | 23. Mai 1945       |
| Lords of the Treasury                                                         | Patrick Buchan-Hepburn                       |        | Conservative     | 26. Dezember 1944  | 23. Mai 1945       |
| Unterstaatssekretär im Außenministerium                                       | Rab Butler                                   |        | Conservative     | 15. Mai 1940       | 20. Juli 1941      |
| Unterstaatssekretär im Außenministerium                                       | Richard Law                                  |        | Conservative     | 20. Juli 1941      | 25. September 1943 |
| Unterstaatssekretär im Außenministerium                                       | George Hall                                  |        | Labour           | 25. September 1943 | 23. Mai 1945       |
| Unterstaatssekretär im Innenministerium                                       | Osbert Peake                                 |        | Conservative     | 15. Mai 1940       | 31. Oktober 1944   |
| Unterstaatssekretär im Innenministerium                                       | Geoffrey FitzClarence, 5. Earl of Munster    |        | Conservative     | 31. Oktober 1944   | 23. Mai 1945       |
| Parlamentarischer Staatssekretär im Innenministerium                          | William Mabane                               |        | Liberal National | 15. Mai 1940       | 3. Juni 1942       |
| Parlamentarischer Staatssekretär im Innenministerium                          | Ellen Wilkinson                              |        | Labour           | 3. Juni 1942       | 23. Mai 1945       |
| Parlamentarischer und Finanzstaatssekretär der Admiralität                    | Victor Warrender                             |        | Conservative     | 17. Mai 1940       | 23. Mai 1945       |
| Zivillord der Admiralität                                                     | Austin Hudson                                |        | Conservative     | 15. Mai 1940       | 4. März 1942       |
| Zivillord der Admiralität                                                     | Richard Pilkington                           |        | Conservative     | 4. März 1942       | 23. Mai 1945       |
| Parlamentarischer Staatssekretär im Landwirtschaftsministerium                | Walter Guinness, 1. Baron Moyne              |        | Conservative     | 15. Mai 1940       | 8. Februar 1941    |
| Parlamentarischer Staatssekretär im Landwirtschaftsministerium                | Tom Williams                                 |        | Labour           | 15. Mai 1940       | 23. Mai 1945       |
| Parlamentarischer Staatssekretär im Landwirtschaftsministerium                | Bernard Fitzalan-Howard, 16. Duke of Norfolk |        | Conservative     | 8. Februar 1941    | 23. Mai 1945       |
| Unterstaatssekretär im Luftfahrtministerium                                   | Harold Balfour                               |        | Conservative     | 15. Mai 1940       | 21. November 1944  |
| Unterstaatssekretär im Luftfahrtministerium                                   | Hugh Seely, 1. Baron Sherwood                |        | Liberal          | 20. Juli 1941      | 23. Mai 1945       |
| Unterstaatssekretär im Luftfahrtministerium                                   | Rupert Brabner                               |        | Conservative     | 21. November 1944  | 27. März 1945      |
| Unterstaatssekretär im Luftfahrtministerium                                   | Quintin Hogg                                 |        | Conservative     | 12. April 1945     | 23. Mai 1945       |
| Parlamentarischer Staatssekretär im Ministerium für Flugzeugproduktion        | John Llewellin                               |        | Conservative     | 15. Mai 1940       | 1. Mai 1941        |
| Parlamentarischer Staatssekretär im Ministerium für Flugzeugproduktion        | Frederick Montague                           |        | Labour           | 1. Mai 1941        | 4. März 1942       |
| Parlamentarischer Staatssekretär im Ministerium für Flugzeugproduktion        | Ben Smith                                    |        | Labour           | 4. März 1942       | 11. November 1943  |
| Parlamentarischer Staatssekretär im Ministerium für Flugzeugproduktion        | Alan Lennox-Boyd                             |        | Conservative     | 11. November 1943  | 23. Mai 1945       |
| Parlamentarischer Staatssekretär im Ministerium für zivile Luftfahrt          | Walter Perkins                               |        | Conservative     | 22. März 1945      | 23. Mai 1945       |
| Staatssekretär im Kolonialministerium                                         | George Hall                                  |        | Labour           | 15. Mai 1940       | 4. Februar 1942    |
| Staatssekretär im Kolonialministerium                                         | Harold Macmillan                             |        | Conservative     | 4. Februar 1942    | 1. Januar 1943     |
| Staatssekretär im Kolonialministerium                                         | Edward Cavendish, 10. Duke of Devonshire     |        | Conservative     | 1. Januar 1943     | 23. Mai 1945       |
| Staatssekretär im Dominienministerium                                         | Geoffrey Shakespeare                         |        | Liberal National | 15. Mai 1940       | 4. März 1942       |
| Staatssekretär im Dominienministerium                                         | Paul Emrys-Evans                             |        | Conservative     | 4. März 1942       | 23. Mai 1945       |
| Parlamentarischer Staatssekretär im Ministerium für ökonomische Kriegsführung | Dingle Foot                                  |        | Liberal          | 17. Mai 1940       | 23. Mai 1945       |
| Parlamentarischer Staatssekretär im Bildungsministerium                       | James Chuter-Ede                             |        | Labour           | 15. Mai 1940       | 23. Mai 1945       |
| Parlamentarischer Staatssekretär im Ernährungsministerium                     | Robert Boothby                               |        | Conservative     | 15. Mai 1940       | 22. Oktober 1940   |
| Parlamentarischer Staatssekretär im Ernährungsministerium                     | Gwilym Lloyd George                          |        | Liberal          | 22. Oktober 1940   | 3. Juni 1942       |
| Parlamentarischer Staatssekretär im Ernährungsministerium                     | William Mabane                               |        | Liberal National | 3. Juni 1942       | 23. Mai 1945       |
| Parlamentarischer Staatssekretär im Energieministerium                        | Geoffrey Lloyd                               |        | Conservative     | 3. Juni 1942       | 23. Mai 1945       |
| Parlamentarischer Staatssekretär im Energieministerium                        | Tom Smith                                    |        | Labour           | 3. Juni 1942       | 23. Mai 1945       |
| Parlamentarischer Staatssekretär im Gesundheitsministerium                    | Florence Horsbrugh                           |        | Conservative     | 15. Mai 1940       | 23. Mai 1945       |
| Staatssekretär im Indienministerium                                           | Edward Cavendish, 10. Duke of Devonshire     |        | Conservative     | 15. Mai 1940       | 1. Januar 1943     |
| Staatssekretär im Indienministerium                                           | Geoffrey FitzClarence, 5. Earl of Munster    |        | Conservative     | 1. Januar 1943     | 31. Oktober 1944   |
| Staatssekretär im Indienministerium                                           | William Hare, 5. Earl of Listowel            |        | Labour           | 31. Oktober 1944   | 23. Mai 1945       |
| Parlamentarischer Staatssekretär im Informationsministerium                   | Harold Nicolson                              |        | National Labour  | 15. Mai 1940       | 20. Juli 1941      |
| Parlamentarischer Staatssekretär im Informationsministerium                   | Ernest Thurtle                               |        | Labour           | 20. Juli 1941      | 23. Mai 1945       |
| Parlamentarischer Staatssekretär im Arbeitsministerium                        | Ralph Assheton                               |        | Conservative     | 15. Mai 1940       | 4. Februar 1942    |
| Parlamentarischer Staatssekretär im Arbeitsministerium                        | Malcolm McCorquodale                         |        | Conservative     | 4. Februar 1942    | 23. Mai 1945       |
| Parlamentarischer Staatssekretär im Arbeitsministerium                        | George Tomlinson                             |        | Labour           | 8. Februar 1942    | 23. Mai 1945       |
| Deputy Minister of State                                                      | Walter Guinness, 1. Baron Moyne              |        | Conservative     | 27. August 1942    | 28. Januar 1944    |
| Parlamentarischer Staatssekretär im Rentenministerium                         | Ellen Wilkinson                              |        | Labour           | 15. Mai 1940       | 8. Oktober 1940    |
| Parlamentarischer Staatssekretär im Rentenministerium                         | George Tryon, 1. Baron Tryon                 |        | Conservative     | 8. Oktober 1940    | 8. Februar 1941    |
| Parlamentarischer Staatssekretär im Rentenministerium                         | Wilfred Paling                               |        | Labour           | 8. Februar 1941    | 23. Mai 1945       |
| stellvertretender Postminister                                                | Charles Waterhouse                           |        | Conservative     | 15. Mai 1940       | 1. März 1941       |
| stellvertretender Postminister                                                | Allan Chapman                                |        | Conservative     | 1. März 1941       | 4. März 1942       |
| stellvertretender Postminister                                                | Robert Grimston                              |        | Conservative     | 4. März 1942       | 23. Mai 1945       |
| Staatssekretär im Schottlandministerium                                       | Joseph Westwood                              |        | Labour           | 17. Mai 1940       | 23. Mai 1945       |
| Staatssekretär im Schottlandministerium                                       | Henry Scrymgeour-Wedderburn                  |        | Conservative     | 8. Februar 1941    | 4. März 1942       |
| Staatssekretär im Schottlandministerium                                       | Allan Chapman                                |        | Conservative     | 4. März 1942       | 23. Mai 1945       |
| Parlamentarischer Staatssekretär im Schifffahrtsministerium                   | Arthur Salter                                |        | National         | 15. Mai 1940       | 29. Juni 1941      |
| Parlamentarischer Staatssekretär im Versorgungsministerium                    | Harold Macmillan                             |        | Conservative     | 15. Mai 1940       | 4. Februar 1942    |
| Parlamentarischer Staatssekretär im Versorgungsministerium                    | Wyndham Portal, 1. Viscount Portal           |        | Conservative     | 4. September 1940  | 22. Februar 1942   |
| Parlamentarischer Staatssekretär im Versorgungsministerium                    | Ralph Assheton                               |        | Conservative     | 4. Februar 1942    | 7. Februar 1943    |
| Parlamentarischer Staatssekretär im Versorgungsministerium                    | Charles Peat                                 |        | Conservative     | 4. März 1942       | 22. März 1945      |
| Parlamentarischer Staatssekretär im Versorgungsministerium                    | Duncan Sandys                                |        | Conservative     | 7. Februar 1943    | 21. November 1944  |
| Parlamentarischer Staatssekretär im Versorgungsministerium                    | John Wilmot                                  |        | Labour           | 21. November 1944  | 23. Mai 1945       |
| Parlamentarischer Staatssekretär im Versorgungsministerium                    | James de Rothschild                          |        | Liberal          | 22. März 1945      | 23. Mai 1945       |
| Parlamentarischer Staatssekretär im Planungsministerium                       | Henry Strauss                                |        | Conservative     | 30. Dezember 1942  | 22. März 1945      |
| Parlamentarischer Staatssekretär im Planungsministerium                       | Arthur Jenkins                               |        | Labour           | 22. März 1945      | 23. Mai 1945       |
| Parlamentarischer Staatssekretär Ministerium für Handel und Industrie         | Gwilym Lloyd George                          |        | Liberal          | 15. Mai 1940       | 8. Februar 1941    |
| Parlamentarischer Staatssekretär Ministerium für Handel und Industrie         | Charles Waterhouse                           |        | Conservative     | 8. Februar 1941    | 23. Mai 1945       |
| Staatssekretär für Außenhandel                                                | Harcourt Johnstone                           |        | Liberal          | 15. Mai 1940       | 1. März 1945       |
| Staatssekretär für Minenwesen                                                 | David Grenfell                               |        | Labour           | 15. Mai 1945       | 23. Mai 1945       |
| Staatssekretär für Ölwirtschaft                                               | Geoffrey Lloyd                               |        | Conservative     | 15. Mai 1940       | 3. Juni 1942       |
| Parlamentarischer Staatssekretär im Transportministerium                      | Frederick Montague                           |        | Labour           | 18. Mai 1940       | 1. Mai 1941        |
| Parlamentarischer Staatssekretär im Transportministerium                      | John Llewellin                               |        | Conservative     | 1. Mai 1941        | 4. Februar 1942    |
| Parlamentarischer Staatssekretär im Transportministerium                      | Arthur Salter                                |        | National         | 29. Juni 1941      | 4. Februar 1942    |
| Parlamentarischer Staatssekretär im Produktionsministerium                    | George Garro-Jones                           |        | Labour           | 10. September 1942 | 23. Mai 1945       |
| Staatssekretär im Kriegsministerium                                           | Henry Page Croft                             |        | Conservative     | 17. Mai 1940       | 23. Mai 1945       |
| Staatssekretär im Kriegsministerium                                           | Edward Grigg                                 |        | Conservative     | 17. Mai 1940       | 4. März 1942       |
| Staatssekretär im Kriegsministerium                                           | Arthur Henderson                             |        | Labour           | 4. März 1942       | 7. Februar 1943    |
| Finanzsekretär im Kriegsministerium                                           | Richard Law                                  |        | Conservative     | 17. Mai 1940       | 20. Juli 1941      |
| Finanzsekretär im Kriegsministerium                                           | Duncan Sandys                                |        | Conservative     | 20. Juli 1941      | 7. Februar 1943    |
| Finanzsekretär im Kriegsministerium                                           | Arthur Henderson                             |        | Labour           | 7. Februar 1943    | 23. Mai 1945       |
| Parlamentarischer Staatssekretär im Bauministerium                            | George Hicks                                 |        | Labour           | 19. November 1940  | 23. Mai 1945       |
| Parlamentarischer Staatssekretär im Bauministerium                            | Henry Strauss                                |        | Conservative     | 4. März 1942       | 30. Dezember 1942  |

### Mitglieder des Königlichen Haushalts
| Amt                                | Name                                       | Partei | Partei           | Amtszeit        | Amtszeit        |
| ---------------------------------- | ------------------------------------------ | ------ | ---------------- | --------------- | --------------- |
| Treasurer of the Household         | Robert Grimston                            |        | Conservative     | 17. Mai 1940    | 12. März 1942   |
| Treasurer of the Household         | James Edmondson                            |        | Conservative     | 12. März 1942   | 23. Mai 1945    |
| Comptroller of the Household       | William Whiteley                           |        | Labour           | 17. Mai 1940    | 12. März 1942   |
| Comptroller of the Household       | William John                               |        | Labour           | 12. März 1942   | 2. Oktober 1944 |
| Comptroller of the Household       | George Mathers                             |        | Labour           | 2. Oktober 1944 | 23. Mai 1945    |
| Vice-Chamberlain of the Household  | James Edmondson                            |        | Conservative     | 17. Mai 1940    | 12. März 1942   |
| Vice-Chamberlain of the Household  | William Boulton                            |        | Conservative     | 12. März 1942   | 13. Juli 1944   |
| Vice-Chamberlain of the Household  | Arthur Young                               |        | Conservative     | 13. Juli 1944   | 23. Mai 1945    |
| Captain of the Gentlemen-at-Arms   | Harry Snell, 1. Baron Snell                |        | Labour           | 31. Mai 1940    | 21. April 1944  |
| Captain of the Gentlemen-at-Arms   | Hugh Fortescue, 5. Earl Fortescue          |        | Conservative     | 22. März 1945   | 23. Mai 1945    |
| Captain of the Yeomen of the Guard | Arthur Chichester, 4. Baron Templemore     |        | Conservative     | 31. Mai 1940    | 23. Mai 1945    |
| Lords-in-Waiting                   | Hugh Fortescue, 5. Earl Fortescue          |        | Conservative     | 31. Mai 1940    | 22. März 1945   |
| Lords-in-Waiting                   | Francis Agar-Robartes, 7. Viscount Clifden |        | Liberal          | 31. Mai 1940    | 23. Mai 1945    |
| Lords-in-Waiting                   | Robert Munro, 1. Baron Alness              |        | Liberal National | 31. Mai 1940    | 23. Mai 1945    |
| Lords-in-Waiting                   | Oswald Phipps, 4. Marquess of Normanby     |        | Conservative     | 22. März 1945   | 23. Mai 1945    |